# Miss Venezuela
Lista câștigătoarelor pe ani a titlului "Miss Venezuela":
| Anul    |  | Miss Venezuela                                        | Statul              | Localitatea                                |
| ------- |  | ----------------------------------------------------- | ------------------- | ------------------------------------------ |
| 1952    |  | Sofía Silva Inserry                                   | Bolívar             | Valle Arriba Golf Club, Caracas            |
| 1953–54 |  | Gisela Bolaños Scarton                                | Carabobo            | Valle Arriba Golf Club, Caracas            |
| 1955    |  | Carmen Susana Duijm Zubillaga                         | Miranda             | Hotel Tamanaco, Caracas                    |
| 1956    |  | Blanca "Blanquita" Heredia Osío                       | Distrito Federal    | Hotel Tamanaco, Caracas                    |
| 1957    |  | Consuelo Leticia Nouel Gómez                          | Distrito Federal    | Hotel Tamanaco, Caracas                    |
| 1958–59 |  | Ida Margarita Pieri                                   | Sucre               | Hotel Ávila, Caracas                       |
| 1960    |  | Gladys "Laly" Ascanio Arredondo                       | Distrito Federal    | Hotel Tamanaco, Caracas                    |
| 1961    |  | Anasaria "Ana" Griselda Vegas Albornoz                | Caracas             | Hotel Tamanaco, Caracas                    |
| 1962    |  | Olga "Olguita" Antonetti Núñez                        | Anzoátegui          | Teatro París, Caracas                      |
| 1963    |  | Irene Amelia Morales Machado                          | Guárico             | Teatro París, Caracas                      |
| 1964    |  | Mercedes Revenga De La Rosa                           | Miranda             | Teatro París, Caracas                      |
| 1965    |  | María Auxiliadora De Las Casas Mc. Gill               | Distrito Federal    | Teatro del Círculo Militar, Caracas        |
| 1966    |  | Magaly Beatriz Castro Egui                            | Guárico             | Teatro del Este, Caracas                   |
| 1967    |  | Mariela Pérez Branger                                 | Departamento Vargas | Teatro de la Escuela Militar, Caracas      |
| 1968    |  | Peggy Kopp Arenas                                     | Distrito Federal    | Teatro Altamira, Caracas                   |
| 1969    |  | María José de las Mercedes Yellici Sánchez (resigned) | Aragua              | Teatro París, Caracas                      |
| 1969    |  | Marzia Rita Gisela Piazza Suprani                     | Departamento Vargas | Teatro París, Caracas                      |
| 1970    |  | Bella Mercedes La Rosa De La Rosa                     | Carabobo            | Teatro Nacional de Venezuela, Caracas      |
| 1971    |  | Jeanette Amelia de la Coromoto Donzella Sánchez       | Monagas             | Teatro Nacional de Venezuela, Caracas      |
| 1972    |  | María Antonieta Cámpoli Prisco                        | Nueva Esparta       | Teatro París, Caracas                      |
| 1973    |  | Ana Paola Desirée Facchinei Rolando                   | Carabobo            | Club de Sub-Oficiales, Caracas             |
| 1974    |  | Neyla Chiquinquirá Moronta Sangronis                  | Zulia               | Club de Sub-Oficiales, Caracas             |
| 1975    |  | Maritza Pineda Montoya                                | Nueva Esparta       | Poliedro de Caracas, Caracas               |
| 1976    |  | Elluz Coromoto Peraza González (resigned)             | Guárico             | Teatro París, Caracas                      |
| 1976    |  | Judith Josefina Castillo Uribe                        | Nueva Esparta       | Teatro París, Caracas                      |
| 1977    |  | Cristal del Mar Montañez Arocha                       | Departamento Vargas | Teatro París, Caracas                      |
| 1978    |  | Marisol Alfonzo Marcano                               | Guárico             | Teatro del Club de Sub-Oficiales, Caracas  |
| 1979    |  | Maritza Sayalero Fernández                            | Departamento Vargas | Hotel Caracas Hilton, Caracas              |
| 1980    |  | María Xavier "Maye" Brandt Angulo                     | Lara                | Hotel Macuto Sheraton, Caraballeda, Vargas |
| 1981    |  | Irene Lailín Sáez Conde                               | Miranda             | Hotel Macuto Sheraton, Caraballeda, Vargas |
| 1982    |  | Ana Teresa Oropeza Villavicencio                      | Guárico             | Hotel Macuto Sheraton, Caraballeda, Vargas |
| 1983    |  | Paola Laura Ruggeri Ghigo                             | Portuguesa          | Hotel Macuto Sheraton, Caraballeda, Vargas |
| 1984    |  | Carmen María Montiel Ávila                            | Zulia               | Hotel Macuto Sheraton, Caraballeda, Vargas |
| 1985    |  | Silvia Cristina Martínez Stapulionis                  | Guárico             | Hotel Macuto Sheraton, Caraballeda, Vargas |
| 1986    |  | Bárbara Palacios Teyde                                | Trujillo            | Teatro Municipal de Caracas, Caracas       |
| 1987    |  | Inés María Calero Rodríguez                           | Nueva Esparta       | Teatro Municipal de Caracas, Caracas       |
| 1988    |  | Yajaira Cristina Vera Roldán                          | Miranda             | Teatro Municipal de Caracas, Caracas       |
| 1989    |  | Eva Lisa Larsdotter Ljung                             | Lara                | Poliedro de Caracas, Caracas               |
| 1990    |  | Andreína Katarina Goetz Blohm                         | Bolívar             | Poliedro de Caracas, Caracas               |
| 1991    |  | Carolina Eva Izsak Kemenify                           | Amazonas            | Poliedro de Caracas, Caracas               |
| 1992    |  | Milka Yelisava Chulina Urbanich                       | Aragua              | Poliedro de Caracas, Caracas               |
| 1993    |  | Minorka Marisela Mercado Carrero                      | Apure               | Teresa Carreño Cultural Complex, Caracas   |
| 1994    |  | Denyse del Carmen Floreano Camargo                    | Costa Oriental      | Teresa Carreño Cultural Complex, Caracas   |
| 1995    |  | Yoseph Alicia Machado Fajardo                         | Yaracuy             | Poliedro de Caracas, Caracas               |
| 1996    |  | Marena Josefina Bencomo Giménez                       | Carabobo            | Poliedro de Caracas, Caracas               |
| 1997    |  | Veruska Tatiana Ramírez                               | Táchira             | Poliedro de Caracas, Caracas               |
| 1998    |  | Lucbel Carolina Indriago Pinto                        | Delta Amacuro       | Poliedro de Caracas, Caracas               |
| 1999    |  | Martina Thorogood Heemsen                             | Miranda             | Poliedro de Caracas, Caracas               |
| 2000    |  | Eva Mónica Anna Ekvall Johnson                        | Apure               | Poliedro de Caracas, Caracas               |
| 2001    |  | Cynthia Cristina Lander Zamora                        | Distrito Capital    | Poliedro de Caracas, Caracas               |
| 2002    |  | Mariángel Ruiz Torrealba                              | Aragua              | Poliedro de Caracas, Caracas               |
| 2003    |  | Ana Karina Áñez Delgado                               | Lara                | Estudio 1, Venevisión, Caracas             |
| 2004    |  | Mónica Spear Mootz                                    | Guárico             | Poliedro de Caracas, Caracas               |
| 2005    |  | Jictzad Nakarhyt Viña Carreño                         | Sucre               | Poliedro de Caracas, Caracas               |
| 2006    |  | Lidymar Carolina "Ly" Jonaitis Escalona               | Guárico             | Poliedro de Caracas, Caracas               |
| 2007    |  | Dayana Sabrina Mendoza Moncada                        | Amazonas            | Poliedro de Caracas, Caracas               |
| 2008    |  | Stefanía Fernández Krupij                             | Trujillo            | Poliedro de Caracas, Caracas               |
| 2009    |  | Marelisa Gibson Villegas                              | Miranda             | Poliedro de Caracas, Caracas               |